# Anoplognathus rugosus
Anoplognathus rugosus är en skalbaggsart som beskrevs av Kirby 1818. Anoplognathus rugosus ingår i släktet Anoplognathus och familjen Rutelidae. Inga underarter finns listade i Catalogue of Life.